# Лангеннойфнах
Лангеннойфнах (нім. Langenneufnach) — громада в Німеччині, знаходиться в землі Баварія. Підпорядковується адміністративному округу Швабія. Входить до складу району Аугсбург. Складова частина об'єднання громад Штауден.
Площа — 12,87 км2. Населення становить 1778 ос. (станом на 31 грудня 2020).